# Stazione di Villabartolomea
Stazione di Villabartolomea vasútállomás Olaszországban, Veneto régióban, Villa Bartolomea településen.

## Vasútvonalak
Az állomást az alábbi vasútvonalak érintik:
- Verona-Rovigo-vasútvonal

## Kapcsolódó állomások
A vasútállomáshoz az alábbi állomások vannak a legközelebb: 
- Stazione di Legnago
- Stazione di Castagnaro